# تپه گبری روستای جلیان
تپه گبری روستای جلیان مربوط به دوران‌های تاریخی پس از اسلام است و در شهرستان مرودشت، بخش مرکزی، روستای جلیان واقع شده و این اثر در تاریخ ۲۲ مرداد ۱۳۸۴ با شمارهٔ ثبت ۱۳۳۲۳ به‌عنوان یکی از آثار ملی ایران به ثبت رسیده است.